# Alive in France
Pour plus de détails, voir Fiche technique et Distribution.
Alive in France est un documentaire français réalisé par Abel Ferrara, sorti en 2018.

## Synopsis
À l'occasion d'une rétrospective de son œuvre à la Cinémathèque de Toulouse en octobre 2016, Abel Ferrara réalise une série de concerts à Toulouse et Paris avec son groupe de musique, composé notamment de Paul Hipp et Joe Delia, accompagné de sa femme Cristina Ferrara.

## Fiche technique
- Titre : Alive in France
- Réalisation : Abel Ferrara
- Photographie : Emmanuel Gras
- Montage : Fabio Nunziata, Daniela Bianchi
- Son : Julien Momenceau
- Format : couleur - 16/9 - Son 5.1
- Production : Nicolas Anthomé (bathysphere production)
- Pays d'origine : France
- Dates de sortie :
  - 20 mai 2017 : Quinzaine des réalisateurs, 70e Festival de Cannes
  - 16 septembre 2017 : Festival international du film d'Helsinki
  - 4 novembre 2017 : Indie Memphis Film Festival (en)
  - 16 avril 2018 : Festival international du cinéma indépendant de Buenos Aires
  - 15 aout 2018 : France

## Distribution
- Abel Ferrara : lui-même (chant, guitare, harmonica)
- Paul Hipp : lui-même (chant, guitare)
- Joe Delia : lui-même (chant, claviers)
- Cristina Ferrara : elle-même (chant)
- Dounia Sichov : elle-même (chant)
- Laurent Bechad : lui-même (l'un des batteurs)
- Richard Belzer : lui-même